# Ulica Siemianowicka w Chorzowie
Ulica Siemianowicka w Chorzowie − jedna z ulic w chorzowskiej dzielnicy Chorzów Stary. Rozpoczyna swój bieg w rejonie skrzyżowania z ul. Poznańską, ul. Krakowską i ul. Jana Kasprowicza. Następnie krzyżuje się m.in. z ul. T. Kościuszki, ul. Mazurską, ul. Bożogrobców i ul. Harcerską. Kończy swój bieg przy skrzyżowaniu z ul. Bytkowską (Katowice), ul. W. Wróblewskiego (Siemianowice Śl.) i ul. Telewizyjną (Katowice).

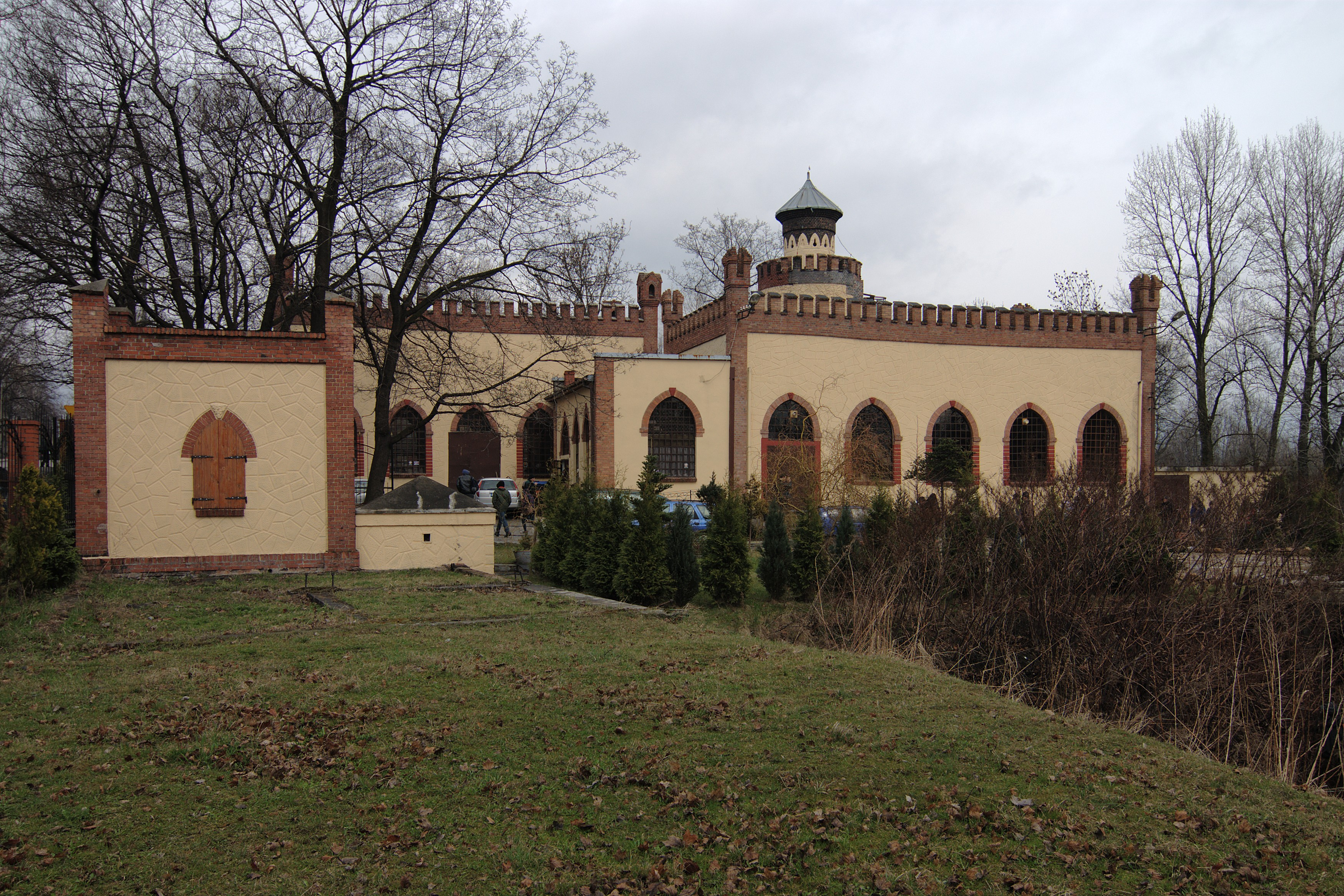
Zabudowania szybu Elżbieta w 2012 roku

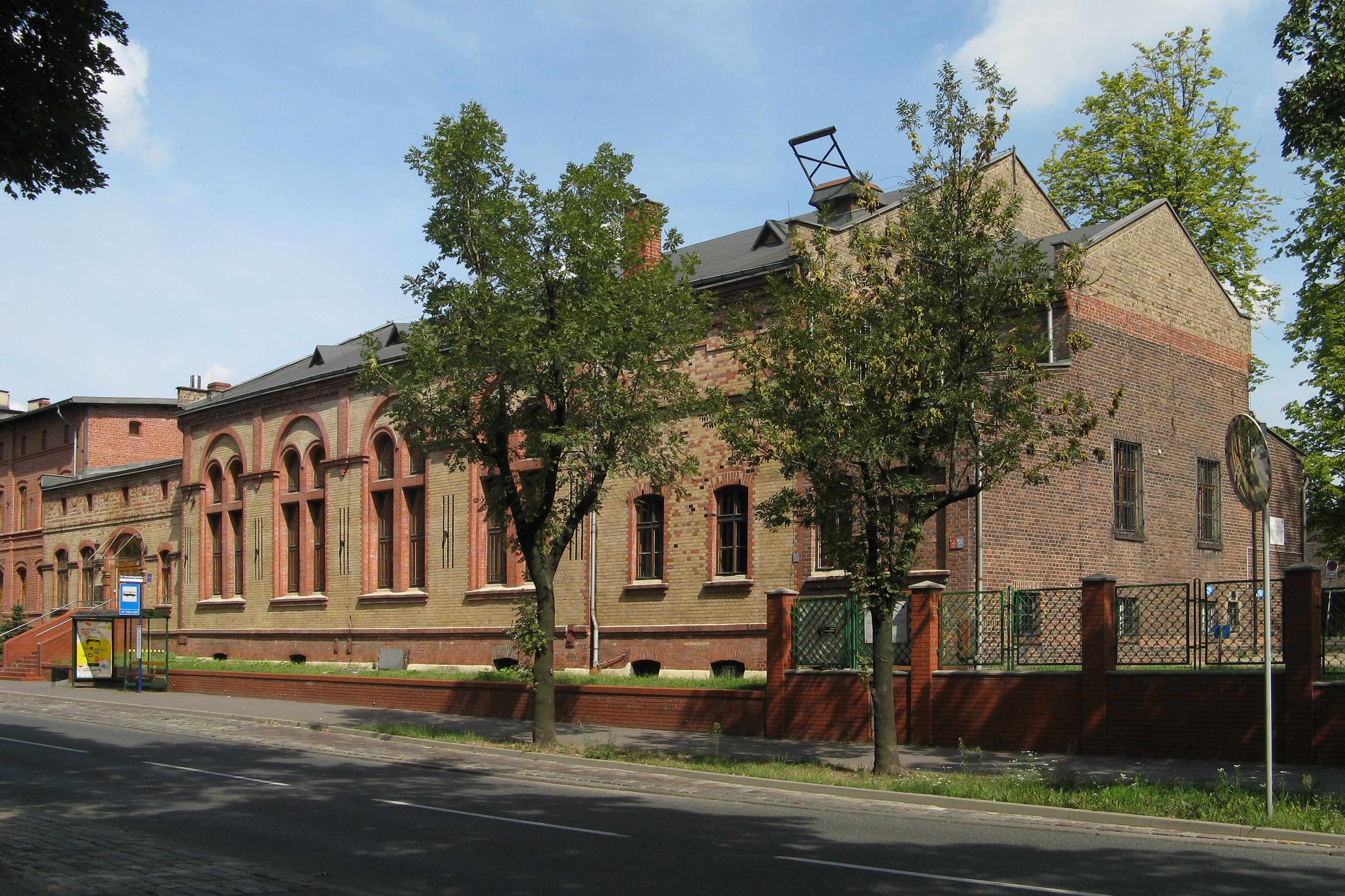
Dom kultury Zakładów Azotowych (2018)

Przy ulicy znajdują się następujące historyczne obiekty:
- Starochorzowski Dom Kultury (ul. Siemianowicka 59), wybudowany w 1904 przez F. Wieczorka, w stylu historyzującym o cechach romańskich, wpisany do rejestru zabytków 7 maja 1992 (nr rej.: A/1459/92, A/924/2021[4], granice ochrony obejmują budynek wraz z otoczeniem zieleni w ramach ogrodzenia).
- Zespół szybu Elżbieta kopalni „Polska”, pochodzący z lat 1911−1912, otoczony starodrzewem, wpisany do rejestru zabytków 7 sierpnia 1981 (nr rej.: A/1249/81, granice obejmują cały zakład wraz z otoczeniem w ramach ogrodzenia). Neogotycki zespół tworzy jednolity stylowo kompleks zabudowy przemysłowej, obejmujący:
  - wieżę z budynkiem nadszybowni,
  - budynek sprężarek i maszyny wyciągowej,
  - rozdzielnię,
  - szatnię,
  - portiernię.

Droga przed I wojną światową nosiła nazwę Laurahütterstraße, w dwudziestoleciu międzywojennym − ul. Królewsko Hucka, po 1945 − ul. Siemianowicka.
Przy ul. Siemianowickiej swoją siedzibę mają: oddział Poczty Polskiej (ul. Siemianowicka 52), Miejskie Przedszkole nr 29 (ul. Siemianowicka 61), Polski Związek Niewidomych − Dom Pomocy Społecznej im. K. Jaworka (ul. Siemianowicka 101), dom dziecka (ul. Siemianowicka 58). Ulicą kursują autobusy ZTM.